# Жигер (футбольный клуб)
«Жигер» — казахстанский футбольный клуб из Шымкента. Создан в 1960 году на базе клуба КФК «Металлург». Был расформирован в 2000 году при объединении с другим шымкентским клубом «Томирис» в новый футбольный клуб «Достык».

## Названия
- 1960 год — «Енбек»;
- 1961—1980 — «Металлург»;
- 1981—1992 — «Мелиоратор»;
- 1992—2000 — «Жигер».

## Достижения
- В первой лиге СССР — 3 место (в зональном турнире класса «Б» 1962 год).
- В высшей лиге Казахстана — 3 место (1994).
- В кубке СССР — выход в 1/32 финала (1989/1990, 1990/1991, 1991/1992).
- В кубке Казахстана — выход в 1/4 финала (1994).

## Главные тренеры
- Громов, Константин Васильевич (1951)
- Судаков, Георгий Георгиевич (1963)
- Плясунов, Виктор Петрович (1964)
- Полосин, Анатолий Фёдорович (1968)
- Саркисян, Карлен Сергеевич (1969—1972)
- Степанов, Алексей Николаевич (1974)
- Плясунов, Виктор Петрович (1974)
- Шарков, Владимир Семенович (1976)
- Алябьев, Вячеслав Михайлович (1977)
- Шарков, Владимир Семенович (1978—1981)
- Ибишев, Яйла Ахмедович (1982)
- Шарков, Владимир Семенович (1983 — май 1984)
- Никитин, Владимир Павлович (июль 1984—1985)
- Байсеитов, Бахтияр Даниярович (1986—1988)
- Баймухамедов, Бауржан Исаевич (1989—1991)
- Галеев, Далрод Ибрагимович (1991, по апрель)
- Максимов, Сергей Александрович (1993—1994)
- Максимов, Сергей Александрович (1997 — июнь 1998)
- Маткаримов, Бохадыр (1998)
- Динаев, Амерби Сафарович (июнь 1998 — май 2000)
- Еспенбетов, Алитбек Кенжетаевич (июнь — июль 2000)